# El Catolicismo
El Catolicismo es un periódico órgano de opinión de la Iglesia católica en Colombia, fundado en noviembre de 1849, por lo cual se le considera el más antiguo del país.
Fue fundado por el Arzobispo de Bogotá Manuel José Mosquera y Arboleda con el lema de ser un “Periódico Relijioso, Filosófico i Literario” y circulación quincenal. Entre sus  colaboradores estuvo don Rufino Cuervo quien fue presidente de los Estados Unidos de Colombia entre el 14 de agosto y el 14 de diciembre de 1847 ante la ausencia del General Tomás Cipriano de Mosquera. 
La primera época de El Catolicismo, cuando alcanzó a tener 90 ediciones,   se cerró temporalmente el 8 de junio de 1853, casi un año después del destierro del fundador y ya bajo la dirección del Doctor Antonio Herrán, reanudándose casi de manera inmediata el 18 de junio del mismo año (segunda época), pero como semanario.
En su novena época, desde 1992, circuló por ocho años ininterrumpidos hasta en diciembre del 2000 y cuando el tiraje era de 4900 ejemplares, se anunció su cierre como tabloide por razones económicas. Fue la novena interrupción en sus 160 años de historia. También se llegó a mencionar que  la causa del receso fue la interrupción del aporte de la arquidiócesis por desacuerdos en los contenidos del periódico sobre el Plan Colombia y otros temas polémicos,  lo cual fue negado por Monseñor Pedro Rubiano Sáenz Arzobispo de Bogotá en ese entonces.
Su décima y actual etapa (2012) se inicia el día 11 de septiembre de 2001, como inserto del periódico El Tiempo, con una circulación de más de ciento diez mil ejemplares y el inicio como periódico virtual.

## Homenaje
En el 2011 para conmemorar los 162 años del Periódico El Catolicismo, el Ministerio de Tecnologías de la Información y Comunicaciones de Colombia autorizó, mediante Resolución N.º 164 del 4 de febrero de 2011, una emisión postal especial denominada “Periódico El Catolicismo” a cargo de los Servicios Postales Nacionales S.A. empresa oficial de correos de Colombia. El diseño de la estampilla de correo conmemorativa reproduce la primera página del primer ejemplar del periódico del año 1849.